# Elecciones presidenciales de Afganistán de 2014
Las elecciones presidenciales de la República Islámica de Afganistán de 2014 tuvieron lugar el 5 de abril. Fueron las terceras elecciones democráticas tras la caída del régimen talibán. El presidente Hamid Karzai dejará el cargo tras las elecciones pues la Constitución afgana no le permite presentarse a un tercer mandato. La Comisión Electoral aceptó once de las 27 candidaturas presentadas, aunque finalmente solo participarán diez candidatos por la retirada de Abdul Qayum Karzai, hermano mayor del presidente saliente. La campaña electoral comenzó oficialmente el 2 de febrero. Los principales temas de campaña son la relación militar con Estados Unidos, la pacificación del país, la aplicación estricta o no de la sharia, el papel de la mujer y la corrupción.
En la primera vuelta ganó Abdullah Abdullah con el 45% de los votos. Al no lograr la mayoría absoluta pasó a una segunda vuelta junto a Ashraf Ghani Ahmadzai que logró el 31% de los votos. La segunda vuelta fue el 14 de junio y dio la victoria a Ashraf Ghani Ahmadzai con el 55,27% de los votos por el 44,73% de Abdullah Abdullah.

## Candidatos
Para los analistas hay seis candidatos principales: Ashraf Ghani Ahmadzai, Abdullah Abdullah, Zalmai Rassoul, Abdul Rassoul Sayyaf, Gul Agha Sherzai y Abdul Rahim Wardak; todos, menos Abdul Rassoul, han ocupado cargos en los gobiernos de Karzai. Según las encuestas de estos cinco los dos mejor situado son Abdullah Abdullah y Asharf Gani.

## Resultados
| Candidato               | Candidato               | Partido político        | Primera vuelta | Primera vuelta | Segunda vuelta | Segunda vuelta |
| Candidato               | Candidato               | Partido político        | Votos          | %              | Votos          | %              |
| ----------------------- | ----------------------- | ----------------------- | -------------- | -------------- | -------------- | -------------- |
|                         | Ashraf Ghani Ahmadzai   | Independiente           | 2.084.547      | 31,56          | 3.935.567      | 55,27          |
|                         | Abdullah Abdullah       | Coalición Nacional      | 2.972.141      | 45,00          | 3.185.018      | 44,73          |
|                         | Zalmai Rassoul          | Independiente           | 750.997        | 11,37          |                |                |
|                         | Abdul Rasul Sayyaf      | Islamic Dawa            | 465.207        | 7,04           |                |                |
|                         | Qutbuddin Hilal         | Independiente           | 181.827        | 2,75           |                |                |
|                         | Gul Agha Sherzai        | Independiente           | 103.636        | 1,57           |                |                |
|                         | Mohammad Daud Sultanzoy | Independiente           | 30.685         | 0,46           |                |                |
|                         | Hedayat Amin Arsala     | Independiente           | 15.506         | 0,23           |                |                |
| Votos en blanco y nulos | Votos en blanco y nulos | Votos en blanco y nulos | 413.503        | 5,89           |                | –              |
| Total                   | Total                   | Total                   | 6.604.546      | 100            | 7.120.585      | 100            |
| Votantes                |                         |                         |                |                |                |                |
| Fuente: IEC             |                         |                         |                |                |                |                |